# Hadműszótár
A Hadműszótár Kiss Károly katonatiszt, hadtörténész által 1843-ban kiadott szótár, mely Magyarországon az első hivatalosan kiadott katonai szakszótár volt. Teljes címe: Hadműszótár magyar-németül és német-magyarul. A magyar–német rész összesen 3534, a német–magyar 3851 szót tartalmaz.

## Története
A hadi műnyelv fejlődése Magyarországon a 18. század végén és 19. század elején indult be, mikor más tudományágak nyelvét is magyarosítani kezdték. Kiss Károly katonatiszt, hadtörténész már korán felismerte, hogy önálló állandó magyar hadsereg híján s a nemzeti törekvések elfojtásával elkallódott a magyar hadi nyelvkészlet. Így 1825-től hadtudományi írásaiban tudatosan kezdte el magyarra fordítani, s ezzel megalkotni a katonai műszavakat. E munkák során jutott arra, hogy nagy szükség lenne egy, a hadtudományi szakkifejezéseket teljesen felölelő, átfogó szakszótárra. Mintegy négy évnyi munka után, 1829-ben a Felsőmagyarországi Minervában megjelent munkájában már megemlíti, hogy jövőbeni tervei között szerepel egy ilyen mű megírása.
A szótárírói munka a Magyar Tudós Társaság keretei között indult meg. Az első nagygyűlésen, 1831-ben hoztak határozatot egy általános magyar nagyszótár összeállításáról, melynek előmunkálataiként szakszótárak készítését jelölik meg. Ebbe a szakszótár-írói programba kapcsolták be a katonai terminológia összegyűjtését is, mely munkával a kisgyűlés 1831. június 21-én Kiss Károly levelezőtagot bízta meg. A munkának nem csak a szógyűjtés, hanem a szóalkotás, magyarosítás is része volt. A Magyar Tudós Társaság álláspontja szerint a hadtudomány a matematika tárgykörébe tartozik, így a tervek szerint a hadtudományi szakszavak a matematikai szakszótár részét  képzik majd.
Kiss már a szógyűjtés első fázisában belátta, hogy a minél pontosabb szóalkotáshoz az adott tudományág minden területén beható ismeretekre van szükség, s jelezte az Akadémia felé, hogy az általa kevéssé ismert témákban (katonai lovaglás, lóorvoslás, hadi kovácsmesterség, fegyverkészítés, puskaporkészítés, szekérgyártás, hídépítés, ágyúöntés, hajózás) szakértők bevonására lenne szükség. 1832 márciusában a nagy gyűlés három tisztet bízott meg a feladattal. A velük elkészített, 1750 kifejezést tartalmazó munkát 1832 augusztusában nyújtotta be a Magyar Tudós Társaságnak. Ennek kiegészítésére egy évvel később pótlékot küldött, mely a tűzfegyverek részeinek magyar megfelelőit tartalmazta.
1834-ben megjelent a Matematikai Műszótár, melyből Kiss szavainak jelentős része hiányzik. Levélben a Magyar Tudós Társasághoz fordult, ahonnan azt a választ kapta, hogy a hiányzó szavakat a készülő nagy szótárba fogják besorolni. E mellett szavait az 1835-ben készült zsebszótárban is felhasználták. Ennek ellenére Kiss Károlyt a (újjá)születő magyar katonai műnyelv ügye nem hagyta nyugodni, s 1836-ban bírálatot nyújtott be az Akadémiának, melyben rámutatott, hogy szükség van egy különálló hadműszótárra is. Ennek eredményeképpen 1838-ban Szontagh Gusztávval és Tanárky Sándorral együtt felkérték az önálló szótár elkészítésére. A készítők célja az volt, hogy mihamarabb elkészüljenek a szótárral, mert úgy érezték, ezzel is segíthetik a magyar nyelv hivatalossá tételét. A folyamatot különösen meggyorsította, hogy 1839-ben az országgyűlésen ismét napirendre tűzték a magyar nyelv ügyét. Sajnos Tanárky még ebben az évben meghalt, munkáját az Akadémia Kiss Károlyra bízta. Ennek ellenére már 1840 áprilisában beküldte az első rész kéziratát ellenőrzésre, ezt novemberben követte a második rész, 1841 februárjában pedig a harmadik, egyben utolsó rész is beérkezett. A munka ellenőrzése 1842-ben ért véget, kiadásra alkalmasnak ítélték, ugyanakkor az Akadémia ez idő tájt pénzügyi nehézségekkel küzdött. Komoly viták folytak arról, mely művek kerüljenek kiadásra. A vitákban a Hadműszótár pártolói alulmaradtak, kiadását elnapolták. Mivel 1842 végén megkezdték a következő országgyűlés előkészítését, melyen ismét tárgyalni készültek a magyar nyelv ügyét, Kis Károly, a célt segítendő elhatározta, hogy maga jelenteti meg a munkát. 1843 márciusában megjelent a Hadműszótár, mely tulajdonképpen Magyarország első hadtudományi szakszótára. Ez egy kisebb, ideiglenesnek szánt szótár lett, melybe csak a legszükségesebb szavak kerültek bele.

## Jelentősége
A szótárban előforduló szavak nagy részét Kiss Károly újonnan alkotta meg, mert a német kifejezésre vagy nem volt magyar megfelelő, vagy ha volt, már feledésbe merült. A hadműszótárban szereplő szavak egy része valóban a Kiss által alkotott formában honosodott meg és került be végleg a katonai terminológiába. Sok kifejezést napjainkban is használunk, ilyen például a lőtér, lőfegyver, előörs, hadtörténet, mozgósítani, röppentyű, tisztelegj, vaktöltény, őrs, járőr, tüzér, vágta.
A hadműszótár kiadása a magyar katonai terminológia kialakulásának egyik legfontosabb állomása volt, s ezzel együtt a mű a magyar szak- és általános szótárírás, valamint történeti nyelvészet egyik kiemelkedő forrása lett.